# 国鉄EF52形電気機関車

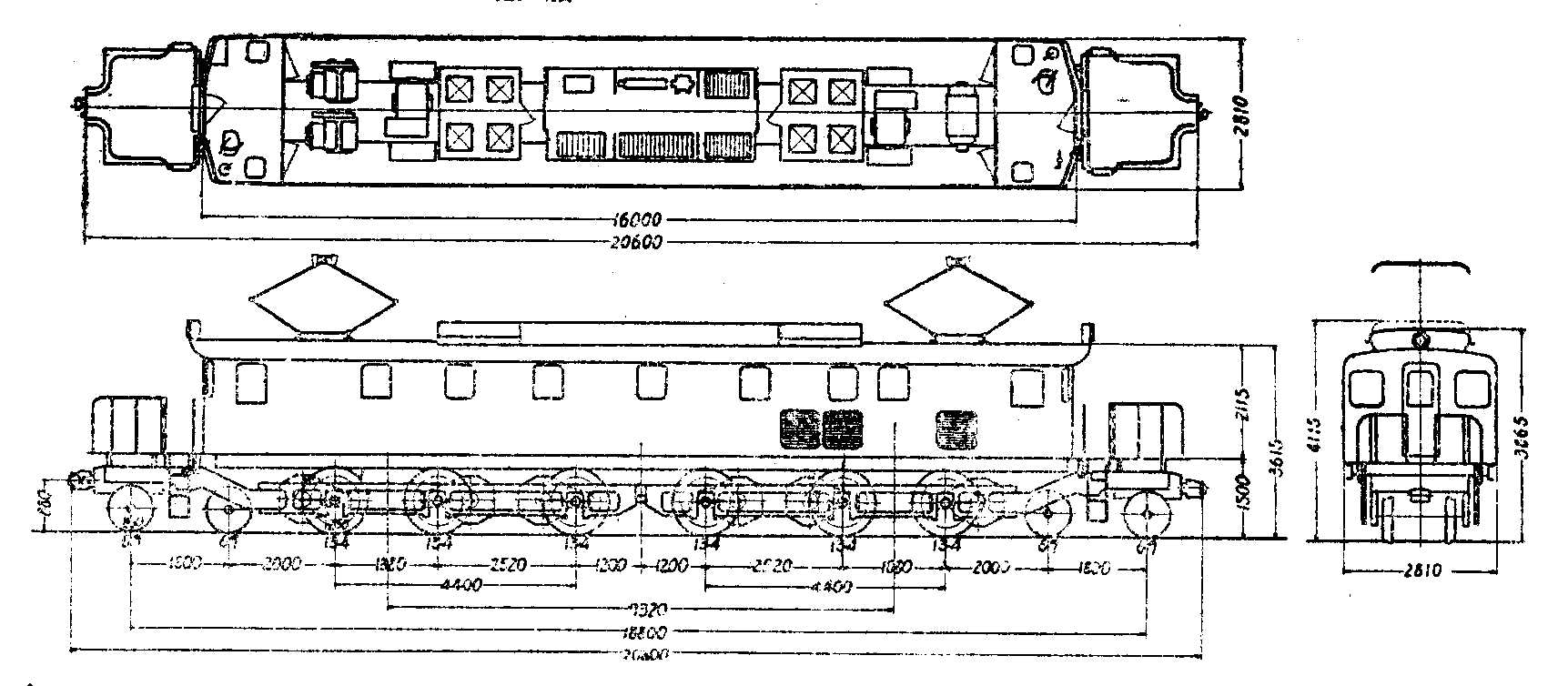
EF52形式図

EF52形は、日本国有鉄道の前身である鉄道省が、1928年（昭和3年）から製造した直流用電気機関車である。
本項では、本形式の派生形であるEF54形及びその改造形であるEF14形についても記述する。

## EF52形

### 概要
大正時代後期以降、東海道本線・横須賀線での電化に伴って、欧米から多くの電気機関車が輸入された。しかし輸入電気機関車には信頼性が低いものも多く、多形式がそれぞれ少量輸入されて保守にも問題があること、また日立製作所がED15形を開発したことで国内メーカーの製造能力にも目処が立ったため、国産化を促進する意図から統一規格の電気機関車を製造することになった。
この国産電気機関車計画は1925年（大正14年）から立ち上げられ、輸入機関車の中でも使用成績の良かったアメリカのウェスティングハウス社製のEF51形、ED53形を参考にして開発が行われることになった。
新型機関車の開発・製造には、日立製作所、芝浦製作所（現・東芝）・汽車製造、三菱電機、川崎造船所・川崎車輛（現・川崎重工業車両カンパニー）が携わっているが、重電メーカー各社を鉄道省側が統制し、共通設計機として協同開発に当たらせることで、規格統一とメーカー各社の全体的な技術力向上を図っている。システムの全体構成自体は概してウェスティングハウスの流れを汲むが、補機類には芝浦が提携していたゼネラル・エレクトリック系の技術や、日立製作所・三菱電機等の独自開発機器も盛り込まれた。
本格的な開発は1927年（昭和2年）5月から開始された。当初は「国産大型機関車開発への初挑戦」に際しての信頼性への危惧から、低速な貨物用機関車として計画されたが、開発途上で旅客列車牽引も考慮してやや高速寄りにギア比を変更した。それでも徹底した高速性能は追求せず、定格速度を抑えた普通列車向けの性能に設定された。
翌1928年5月に初号機完成、6月から東京 - 国府津間での試験を行って一定性能を発揮することを確認したうえで、本格生産を開始した。
当時の日本の技術水準に適応した慎重な設計を用いて手堅さを狙ったにもかかわらず、必ずしも性能や信頼性の面で完全に満足のいくものではなかったが、設計の基礎的方向性は適切であり、その後の「省形電気機関車」の基本として踏襲された。続いてこれをベースに小型化した貨物用の中型機ED16形が製造されたのを皮切りに、鉄道省では電気機関車の国産化を進展させることになる。
EF52形は1931年（昭和6年）までに9両が製造されたが、最後に落成した2両(8, 9)は、高速性能の向上を狙って歯車比が小さく（3.45 → 2.63）されており、1932年（昭和7年）にEF54形に改称された。

### 構造とその課題
EF50形で先例のある2C+C2軸配置を採用した、先輪・デッキ付の長大なディテールを持つ機関車で、EF51形やED53形をデザインベースにしたアメリカンスタイルの重厚なリベット組立構造の鋼製車体を備える。
基本システムは各国製輸入機関車での経験に基づき、ウェスティングハウス流の単位スイッチ方式制御として信頼性の向上を図ったことが特徴である。
運転室を広げ、運転機器配置も最適化を図って、乗務員の運転操作にゆとりを持たせる配慮が為された。主電動機や主制御器などの機器防護に著しい効果のある高速度遮断器も最初から装備され、制御回路に中継器を挿入することで機器類の連鎖的な故障を防ぐ措置が図られている。機械室の設計も、両側面通路・中央機器配置とし、整備性に意を払った合理化を図った。
当時の鉄道省および機関車メーカー・重電メーカーの技術者たちが手堅さを狙って設計したものであったが、それでも未熟な部分は少なくなかった。
根本的な問題としては、機器搭載に余裕を持たせるため全体に大型化し過ぎた点が挙げられよう。全長20.6mは、当時ではEF50形の21mに次ぐ大型であり、車重も108.0tという重量級で、いずれも過大であった。この重さに対する重量配分も偏り気味であったため、先輪と両端の動輪への負荷が大きく、内側軸受け式先輪台車のメタル焼け付き、動輪のフランジ磨耗過大などが顕著な問題となった。
時代相応に手動加速制御であるが、制御段数の多い割には低速寄りな3.45というギア比設定のため、高速運転を伴う東海道本線での旅客列車運用では、低速域ではコントロールが忙しく、高速に達すると速度維持のために連続力行を強いられて、主電動機に過負荷となる問題があった。
搭載された新開発のMT17主電動機(端子電圧675V時定格出力230kW/682rpm)は、芝間粂次郎ら鉄道省技術者と重電メーカー各社技術陣との協力で標準型として開発された意欲作で、先行導入された省形電車用制式主電動機のMT15系と同様、低回転に設計してフラットトルクな特性とした堅実な仕様であったが、初期製品は品質面で未熟でもあり、後年の改良型(MT17Aなど)に比べても弱め界磁領域が狭いなど、弱みを抱えていた。
また制御回路構成の検討がやや不十分で複雑気味であり、搭載する制御用の単位スイッチ基数が多すぎて、却って故障の増大原因になる問題もあった。新開発の電動発電機が故障を多発させ、ダンパーを欠いた新型パンタグラフが昇降時のバウンドで離線トラブルの原因になるなど、新しい試みや経験の浅さが問題を起こすことも少なくなかった。
これらの課題は、後にEF54形となった1931年（昭和6年）製の8, 9号機で軽量化など部分的改善が図られ、更に1932年完成の改良型のEF53形において大幅な改善を見た。
また初期形EF52形自体も、当初自動空気ブレーキと併設して搭載していた真空ブレーキ関連機器の撤去（EF52完成からほどなく、鉄道省の車両では自動空気ブレーキへの切り替えが完了した）などの機会を捉えて補機類の換装を行うなど、可能な範囲で実用面の改善を図っている。初期形の低速寄りギア比は、東海道線での第一線から外れた後には、勾配線でも走行可能な客貨両用の汎用性が生きて転用先に恵まれ、試作的要素の強い機関車ながら長寿を保つことにもなった。
尾灯は外付け式だが、2号機のみ車体組み込み式に改造された。

### 運用
当初は東海道本線の列車牽引を行い、後続の省形電気機関車開発への橋渡し役となった。
EF54形とならなかった前期型各車は太平洋戦争後の1949年（昭和24年）からは阪和線や中央東線に転じ、両線の準急列車牽引も担った。
最終的には竜華機関区に集結して阪和線の貨客運用に使用されていたが、1973年（昭和48年）よりEF58形への置き換えが開始され、1975年（昭和50年）に2・7号機が廃車されて形式消滅した。廃車に際して、電気機関車では珍しくお別れ運行が臨時急行列車「きのくに」で行われ、7号機が使用された。

### 保存
1・7号機の2両が現存。
トップナンバーの1号機は、1973年（昭和48年）の廃車後も奈良運転所の扇形庫で保管されていたが、1978年（昭和53年）に鷹取工場で整備を受け、大阪市の交通科学博物館に静態保存された。同年、準鉄道記念物に指定され、さらに2004年（平成16年）には鉄道記念物に昇格した。2014年4月の閉館後、2016年4月29日から京都鉄道博物館で保存展示されている。
また、1975年8月24日のさよなら運転で急行「きのくに53号」他を牽引した7号機が、製造された川崎重工業兵庫工場（製造時は川崎車輌/川崎造船所）に保管されている。ただし、同機は工場敷地内のため、一般には原則非公開となっている。

## EF14形・EF54形

### 概要
EF52形は9両が製造されたが、そのうち最後の1931年に製造された2両(8, 9)は、高速運転を行うため歯車比を小さく(2.63)して製造されたものである。性能的には、翌1932年（昭和7年）から製造されたEF53形と同等で、その先駆的存在といえる。
他のEF52形とは性能が異なることから、1932年に形式番号をEF54形（EF54 1, 2）と改められたが、通常型EF52形より高速仕様、EF53形とも異なる形式・形態でわずか2両の少数機であったことが、後々の処遇を変えることとなった。
当初は東海道本線の旅客列車牽引を担っていたが、太平洋戦争に突入すると少数機であるため貨物輸送需要増大に応じた貨物用機関車への改造対象となる。1944年（昭和19年）に1号機が、1945年（昭和20年）に2号機が歯車比を低速向けに変更する改造を浜松工場で実施され、EF14形（EF14 1, 2）に形式番号が改められた。
その後は甲府機関区に配属され、主として中央東線の貨物列車牽引を行っていたが、先輪が多い分だけ動輪の軸重不足で牽引力の面で不利となるのは否めず、EF13形の転入によって予備機的存在となったのち、1960年（昭和35年）に吹田第二機関区に転じ、大阪駅構内の入換機となった。
以降は大阪駅構内で入換用として終始運用され、1974年（昭和49年）に廃車となった。結果的にEF54形・EF14形と改番後40年以上運用されたが、通常型EF52は上記のように1975年まで幹線貨客列車牽引で運用され、EF54形時代には同等性能であったEF53形がEF59形となって瀬野八で1986年まで運用されたのとは対照的に地味な末路であった。
保存または譲渡されたものはない。